# 保和乡 (个旧市)
保和乡，是中华人民共和国云南省红河哈尼族彝族自治州个旧市下辖的一个乡镇级行政单位。

## 行政区划
保和乡下辖以下地区：
保和村、莫贾村、核桃寨村、木花果村、斐贾村和白巫山村。